# Oost-Nederland

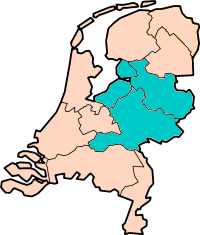
Kaartje

Bevolkingspiramide

Het landsdeel Oost-Nederland is een Nederlandse NUTS 1-regio. Dit landsdeel heeft omstreeks 3.763.152 inwoners, ongeveer 22% van de Nederlandse bevolking. Behalve voor statistische doeleinden hebben deze regio's geen enkele betekenis, anders dan dat ze globaal volgens de vier windstreken zijn ingedeeld.
Deze NUTS 1-regio is weer onderverdeeld in meerdere NUTS 2-regio's, die gelijk zijn aan verschillende provincies. De NUTS 2-regio's worden op hun beurt onderverdeeld in NUTS 3-regio's (COROP-gebieden).
- Oost-Nederland
  - Flevoland (Lelystad)
    - Flevoland

  - Overijssel (Zwolle)
    - Noord-Overijssel
    - Zuidwest-Overijssel
    - Twente

  - Gelderland (Arnhem)
    - Veluwe
    - Achterhoek
    - Arnhem/Nijmegen
    - Zuidwest-Gelderland

Noord-Nederland (NL1) · Oost-Nederland (NL2) · West-Nederland (NL3) · Zuid-Nederland (NL4)